# محمدعلی زلفی‌گل
محمدعلی زلفی‌گل (زادهٔ ۱۳۴۵ در آشتیان) سیاستمدار و شیمی‌دان ایرانی و استاد دانشگاه بوعلی سینا است. او در دولت سیزدهم به عنوان وزیر علوم، تحقیقات و فناوری فعالیت می‌کرد. از سال ۱۳۸۷ تا ۱۳۹۳ نیز ریاست دانشگاه بوعلی سینا را برعهده داشت و مدتی نیز قائم‌مقام بنیاد ملی نخبگان بود. او عضو پیوسته فرهنگستان علوم  نیز می‌باشد.

## تحصیلات
زلفی‌گل مدارک کارشناسی شیمی آلی را در سال ۱۳۶۹ از دانشگاه اراک، کارشناسی ارشد را در سال ۱۳۷۲ از دانشگاه صنعتی اصفهان و دکترای خود را در سال ۱۳۷۶ از دانشگاه شیراز اخذ کرد. وی در سال ۱۳۷۱ در نهمین گردهمایی دانشجویان کارشناسی ارشد و دکترای داخل و خارج از کشور در دانشگاه فردوسی مشهد شرکت کرد و با ارائه مقاله علمی مستخرج از پایان‌نامه کارشناسی ارشد خود رتبه اول را در بخش علوم پایه کسب کرد.

### استاد دانشگاه
مرتبه علمی زلفی‌گل به ترتیب در سال‌های ۱۳۸۰ و ۱۳۸۴ به رتبه‌های علمی دانشیاری و استادی ارتقا یافت. وی از سوی انجمن شیمی ایران به عنوان شیمی‌دان برجسته زیر ۴۰ سال کشور در گرایش شیمی آلی، انتخاب و جایزه دکتر ارشیا آزاد به وی اهدا شد.

## وزارت علوم، تحقیقات و فناوری
سید ابراهیم رئیسی، محمدعلی زلفی‌گل را بعنوان وزیر پیشنهادی علوم، تحقیقات و فناوری به مجلس یازدهم معرفی کرد و توانست رأی اعتماد را کسب کند.

### ادعای نزدیکی به اصلاح‌طلبان
در ۲ شهریور ۱۴۰۰ و در جریان بررسی صلاحیت وی برای تصدی وزارت علوم در مجلس شورای اسلامی، سید علی یزدی‌خواه، نماینده تهران مدعی شد که زلفی‌گل، علاقه ویژه‌ای به سید محمد خاتمی، رئیس‌جمهور پیشین ایران دارد. یزدی‌خواه همچنین ضمن اشاره به پیشنهاد زلفی‌گل برای ساختن مجسمه طلا از روسای جمهور پیشین، مدعی شد که در انتخابات ۸۴ و در جریان سفر مصطفی معین به همدان، زلفی‌گل به استقبال او رفته‌است و هرگاه از او دربارهٔ فتنه سؤال می‌شود، عصبانی می‌شود.

### تکذیب برکناری ریاست پیشین دانشگاه تهران
زلفی‌گل، مهر ۱۴۰۰ با تکذیب خبر برکناری محمود نیلی احمدآبادی گفت؛ تغییر رئیس دانشگاه تهران هیچ ارتباطی به نامه‌نگاری او در رابطه با کسری نوری به غلامحسین محسنی اژه‌ای ندارد و این جابجایی بر اساس روال کاری و بر مبنای اصول تخصصی و مدیریتی انجام شده‌است.
۳۱ شهریور ۱۴۰۰ منابع آگاه گفتند آنچه باعث انتصاب زود هنگام سرپرست جدید این دانشگاه شده نامهٔ درخواست آزادی در رابطه با کسری نوری بوده و درپی حمله بسیج دانشگاه تهران و برخی نهادهای بیرون از دانشگاه، وزارت علوم تحت فشار اقدام به انتصابی عجولانه کرده‌است.
صادق زیباکلام، استاد علوم سیاسی در همین رابطه برکناری را فضاحت بار توصیف کرد و گفت: آنقدر با عجله نیلی را برکنار نمودند که حتی فرصتی برای تعیینِ جانشین وی هم به خود ندادند و علت برکناری او را نامه به قوه قضائیه برای آزادی کسری نوری عنوان کرد که باعث غضب مسئولینی شد که در سخنرانی‌هایشان رأفت پیامبر و مدارای امام جعفر صادق با مخالفین را تذکر می‌دهند. و روزنامه اعتماد در سرمقاله خود برکناری عجولانه رئیس دانشگاه تهران را نشانه بدی برای جامعه علمی کشور دانست.

### حمایت از راه‌اندازی دفتر نیروهای مسلح در دانشگاه‌ها
در مهر ۱۴۰۱ زلفی‌گل از راه اندازی دفتر نیروهای مسلح در دانشگاه‌ها حمایت کرد. این حمایت، همزمان با اعتراضات ۱۴۰۱ ایران بود و با انتقادات گسترده نسبت به امنیتی شدن فضای دانشگاه‌ها شد. او در پاسخ به این سؤال که در تشکیل این دفاتر مباحث امنیتی مطرح است یا خیر، گفت که «اصلاً این گونه نیست، من تعجب می‌کنم».

### واکنش به اعتراضات دانشجویی ۱۴۰۱
زلفی‌گل ۱۵ دی و در میانه اعتراضات ۱۴۰۱ ایران در دیدار روسای دانشگاه‌های سراسر کشور با تجلیل از عملکرد روسای دانشگاه در اعتراضات دانشجویی، اعلام کرد «از شما می‌خواهم که تجربه خود در ارتباط با مدیریت اعتراضات اخیر را مکتوب کنید. در این بازه زمانی، خون از دماغ دانشجویان نیامد و شما توانستید نمره خوبی کسب کنید.»
اخراج استادان
تعداد زیادی از استادان مستقل دانشگاههای کشور در دوران زلفی گل از دانشگاههای کشور اخراج شدند. بنا بر شنیده های افراد معتمد، زلفی گل در وزارت علوم کاملا تحت تاثیر معاونش سلیمانی بوده است و عملا منویات جبهه پایداری را در وزارت علوم و دانشگاهها دنبال می کرده است. به دنبال اعتراضات سال ۱۴۰۱، تعداد زیادی از استادان از دانشگاهها اخراج شدند، قراردادهایشان تمدید نشد و یا مجبور به مهاجرت از کشور شدند و به نوعی انقلاب فرهنگی دوم رقم خورد. 

عکس با چفیه

### حذف منع تجسس و حذف حق رویت مستندات
همزمان با اعتراضات ۱۴۰۱ دانشجویان ایران، «شیوه‌نامه اجرایی آیین‌نامه انضباطی دانشجویان» در آبان ۱۴۰۱ تغییراتی کرد و از ۱ آذر به دانشگاه‌ها ابلاغ شد. تشدید مجازات‌های مرتبط با ضوابط پوشش و حجاب، حذف حق رؤیت مستندات پرونده توسط دانشجو، الزام گرفتن مجوز برای گروه‌های مجازی بالای ۱۰۰ نفر، قانونی شدن اطلاع جزئیات پرونده به خانواده، تغییرات در تخلفات سیاسی و تشدید مجازات‌های آن از جمله مهم‌ترین این تغییرات بودند.